# Južni Alta jezik
Južni Alta jezik (baluga, ita, kabulowan, kabuluen, kabuluwan, kabuluwen, pugot; ISO 639-3: agy), jedan od dva alta jezika kojim govori oko 1 000 ljudi (1982 SIL) na filipinskom otoku Luzon.
Južni alta se zajedno sa sjevernim klasificira široj skupini sjevernoluzonskih jezika i nekadašnjoj sjevernofilipinskoj skupini.

## Vanjske poveznice
- Ethnologue (14th)
- Ethnologue (15th)